# Esbjerg Havn
Esbjerg Havn ved vadehavet er en af Danmarks største havne og er isfri hele året. Det har tidligere været en stor fiskerihavn, men dens vigtighed inden for denne industri har været faldende over en årrække og fra omkring 600 kuttere i 1980'erne var der otte i 2014. Til gengæld er det blevet en central havn i både olie, naturgas og vindenergi i Vesterhavet.

## Historie
Ved afslutningen af 2. Slesvigske Krig i 1864 havde Danmark behov for en isfri eksporthavn til erstatning for Altona (i dag en del af Hamborg), der nu som en del af Holsten var blevet en del af Preussen. På dette tidspunkt havde man en stor eksport af smør og bacon til England. Derfor vedtog man anlæggelsen af en havn ved den vestjyske by Esbjerg fire år senere i 1868.
Indsejlingen til Esbjerg Havn var farlig, hvorfor der efter oprettelsen blev stillet krav om fyrtårne og -skibe. Dette gik noget trægt. Blåvand Fyr blev oprettet i år 1900 og fyrskibene på Grådyb og Horns Rev kom senere.

### Oprettelse og tidlige udvikling
Havnen, der fra begyndelsen tilhørte Staten, blev anlagt ifølge Lov af 24. april 1868 efter, at flere steder for dens beliggenhed som Ribe, Hjerting, Skallingen og Ringkøbing havde været på tale) for at skaffe Nørrejylland en udførselshavn, da Sønderjylland var gået tabt 1864, og landets produkter, navnlig kreaturer, for en stor del måtte udføres over marsken og Hamborg for at finde vej til England. Det første anlæg, der lededes af ingeniørerne Carlé (til 1872) og E. Petersen (forarbejderne var dog gjort af C. G. Bruun), bestod væsentlig af den ca. 5 ha store dokhavn, kostede ca. 1/2 mio. kroner og skulle efter bestemmelsen være færdigt til januar 1871, men åbnedes først august 1874, og 20. august 1878 var havnen fuldendt med en dybde af 4 1/2 m i forhavnen og 4 m i dokhavnen. Men da var man allerede i gang med nye arbejder som forlængelse af den nordre mole og uddybning af dokhavnen og havnerenden, hvilke var tilendebragt i begyndelsen af 1881, og anlægget stod da i næsten 2 mio. kroner. De afsluttende arbejder viste sig imidlertid snart utilstrækkelige, blandt andet måtte dokhavnen have samme dybde som forhavnen, og 1886-1888 anlagdes en ny forhavn (vandbygningsdirektør V. Kolderup-Rosenvinge), lige som en 4 m dyb fiskerihavn, og der foretoges en ombygning af dokhavnens sluser, svære jernporte, der åbner sig indad og således giver vandet adgang i flodtiden, mens de holder det tilbage i ebbetiden (flodskiftet er ca. 1 1/2 m).
Senere blev der stadig foretaget nye ombygninger og udvidelser: således blev i finansårene 1895-96 og 1899-1900 dokhavnen forbedret ved en ombygning af slusen, uddybning til 6 m og nye kajer samt en mindre ophalingsbedding, og samtidig uddybedes den søndre forhavn til 6 m, og 1901-02 anlagdes en ny fiskerihavn vest for dokhavnen med 4 ophalingsbeddinger. Ved alle disse arbejder kom havnen til at stå i ca. 5 1/2 mio. kroner. Endelig påbegyndtes der ved Lov af 4. maj 1907 nye betydelige udvidelser mod nord med en indtil 5,7 m dyb fiskerihavn og en trafikhavn mellem denne og de tidligere anlæg, alt beregnet til ca. 4 mio. kroner og væsentlig afsluttet 1914.
I December 1909 ramte en stormflod området, og Esbjerg Havn led betydelig skade for 58.000kr.
Af datidige bygninger på havneterrænet nævnes, foruden en toldkammerbygning, administrationsbygningen, Det Forenede Dampskibs-Selskabs (DFDS) kontorbygning, et silopakhus og statens eksportslagteri og fiskepakhuse. Ved havnen var der rednings- og stormvarselsstation. Samme år som havnen åbnedes, 1874, begyndte regelmæssig dampskibsfart på London (Thameshaven), 1875 kom der regelmæssig forbindelse med Newcastle, og 1888 udvidedes farten til Parkestone og Hull, alt med understøttelse af staten besørget af Det Forenede Dampskibs-Selskab. Havnen var nu en af landets største udførselshavne, og den stod kun tilbage for København og Aarhus. Der udførtes navnlig kvæg, flæsk, kød, smør, æg og fisk, især til England, men også indførslen steg år for år, især af kul, salt, gødning, foderstoffer, sukker og petroleum. Havnens betydning forøgedes meget betydeligt ved den omstændighed, at den vanskeligt fryser til endog i de strenge isvintre, når landets fleste havne er utilgængelige. Af udførslen i 1913 nævnes: ca. 98,7 mio. kg flæsk, 34,3 mio. kg smør, 10.300 stk hornkvæg (1912: ca. 20.000) og 9,6 mio. snese æg. Toldindtægterne var samme år 447.200 kroner. 1910 indkom 868 skibe (deraf 702 dampskibe) med i alt 184.108 ton gods, hvoraf 767 i udenrigsk fart med 130.182 ton, og udgik 871 skibe (deraf 704 dampskibe) med 159.564 ton gods, deraf i udenrigsk fart 790 skibe med 158.632 ton. Samme år var toldstedets handelsflåde 155 skibe med i alt 23.401 ton drægtighed, deraf var 41 dampskibe med 21.514 ton drægtighed og 104 motorskibe med 1.527 ton drægtighed, desuden 33 mindre fartøjer på under 4 ton.

### Mellemkrigstiden
Havnen oplevede i tiden omkring 1. verdenskrig store udvidelser: 1914—1921 flyttedes søndre mole, og søndre forhavn uddybedes; de i 1909 ved lov vedtagne store anlæg af en ny fiskerihavn og en ny trafikhavn var fuldførte 1926, men den første kunne allerede tages i brug 1917 og den sidste 1920—1921. Hele havnens anlæg havde indtil 1927 kostet ca. 20 mio. kroner, dens landareal var nu 121 ha og bassinernes samlede vandareal 47,7 ha med 4.930 m kajlængde.
Ved toldstedet indgik 1926 fra indlandet 83 skibe med 12.578 ton ladning, og fra udlandet 875 med 34.4157 ton ladning; samme år udgik til indlandet 124 skibe med 4.753 ton ladning, og til udlandet 830 med 24.7352 ton ladning.
Den i Esbjerg (med Fanø) hjemmehørende handelsflåde bestod 1926 af 9 skibe med tilsammen 3.120 reg.tons (brutto), og fiskerflåden af 157 skibe med 5.154 reg.tons (alle fartøjer på mindst 20 reg.tons).

### I dag
Havnen bliver nu brugt til transport af gods, her især vindmølledele, samt som forsyningshavn i forbindelse med olieboringer i Nordsøen. Der er herudover færgeruter knyttet til havnen.
Fiskerihavnen var i 1910 landets største med omkring 600 kuttere der havde konsumfisk med. Det var især rødspætter, kuller, hvilling, sperling, brisling og sild der fanges.
De mange kuttere blev erstattet af få trawlere som i dag stort set alle er væk fra havnen. Fiskerihavnen er lukket for konsumfisk og industrifiskeri. I stedet ligger fremtiden i off-shore aktiviteter med vindmøller samt forsyning, vedligeholdelse og opdatering af boreplatforme til Nordsøen.
Færgehavnen benyttes af Færgen til Fanø, og indtil 2014 også af DFDS til Harwich i England.
C.H. Clausen har været arkitekt for en stor del af havnens bygninger.
2007 blev Dokhavnen udpeget som nationalt industriminde af Kulturarvsstyrelsen. Det er Danmarks største havn for bilimport, og omkring 75.000 biler bliver hvert år skibet til Esbjerg fra især England og Belgien.